# Rosales (Pangasinan)
Rosales (Bayan ng Rosales) är en kommun i Filippinerna. Kommunen ligger på ön Luzon, och tillhör provinsen Pangasinan. Folkmängden uppgår till 52 086 invånare.

## Barangayer
Rosales är indelat i 37 barangayer.
| - Acop - Bakitbakit - Balingcanaway - Cabalaoangan Norte - Cabalaoangan Sur - Camangaan - Capitan Tomas - Carmay West - Carmen East - Carmen West - Casanicolasan - Coliling - Calanutan (Don Felix Coloma) | - Guiling - Palakipak - Pangaoan - Rabago - Rizal - Salvacion - San Antonio - San Bartolome - San Isidro - San Luis - San Pedro East - San Pedro West | - San Vicente - San Angel - Station District - Tumana East - Tumana West - Zone I (Pob.) - Zone IV (Pob.) - Carmay East - Don Antonio Village - Zone II (Pob.) - Zone III (Pob.) - Zone V (Pob.) |